# Vịt bãi New Zealand
Vịt bãi New Zealand (danh pháp khoa học: Aythya novaeseelandiae) là một loài chim trong họ Vịt.
Đây là loài bản địa New Zealand. Loài vịt này có thể lặn 20-30 giây và lặn sâu ba mét để tìm kiếm cây thủy sinh, cá nhỏ, ốc nước, vẹm và côn trùng. 